# Westlicher Hegau
Das Gebiet Westlicher Hegau ist ein mit Verordnung vom 1. Januar 2005 durch das Regierungspräsidium Freiburg nach der Richtlinie 92/43/EWG (Fauna-Flora-Habitat-Richtlinie) ausgewiesenes Schutzgebiet (SG-Nummer DE-8218-341) im Südosten des deutschen Landes Baden-Württemberg.

## Lage
Das rund 1.879 Hektar (ha) große Schutzgebiet „Westlicher Hegau“ gehört naturräumlich zum Hegau. Seine 26 Teilgebiete liegen auf Gemarkungen der Gemeinden Bodman-Ludwigshafen (18,79 ha), Hilzingen (225,53 ha), Mühlhausen-Ehingen (169,15 ha), Orsingen-Nenzingen (75,18 ha), Steißlingen (206,74 ha) und Volkertshausen (18,79 ha) sowie der Städte Aach (112,77 ha), Engen (620,21 ha), Singen (394,68 ha) und Stockach (37,59 ha) im Landkreis Konstanz.

## Beschreibung
Beschrieben wird das Schutzgebiet als „Gebiet großer geologischer Unterschiede: Hegauniederung mit Fließgewässern, Rieden, Flachlandwiesen und zwölf Höhlen, den Hegauvulkanen mit Magerrasen, Porphyr- und Basaltfelsen sowie artenreichen Laub- und teils Schluchtwäldern“.

### Lebensräume
Die Vielfalt von trockenen und feuchten Lebensraumtypen mit Still- und Fließgewässern, Felsen, Schluchten, Quellen und Arten auf engstem Raum ist Zeugnis der spät- und postglazialen Landschaftsentwicklung.
|                                                                 |                                                                 |  |      |      |
| Nichtwaldgebiete mit hölzernen Pflanzen, Gestrüpp usw.          | Nichtwaldgebiete mit hölzernen Pflanzen, Gestrüpp usw.          |  | 1 %  | 1 %  |
| Laubwald                                                        | Laubwald                                                        |  | 16 % | 16 % |
| Mischwald                                                       | Mischwald                                                       |  | 15 % | 15 % |
| Nadelwald                                                       | Nadelwald                                                       |  | 1 %  | 1 %  |
| Feuchtes und mesophiles Grünland                                | Feuchtes und mesophiles Grünland                                |  | 42 % | 42 % |
| Binnengewässer, fließend und stehend                            | Binnengewässer, fließend und stehend                            |  | 1 %  | 1 %  |
| Moore, Sümpfe, Uferbewuchs                                      | Moore, Sümpfe, Uferbewuchs                                      |  | 3 %  | 3 %  |
| Heide, Steppe, Trockenrasen                                     | Heide, Steppe, Trockenrasen                                     |  | 12 % | 12 % |
| Anderes Ackerland                                               | Anderes Ackerland                                               |  | 8 %  | 8 %  |
| Sonstiges (Städte, Straßen, Deponien, Gruben, Industriegebiete) | Sonstiges (Städte, Straßen, Deponien, Gruben, Industriegebiete) |  | 1 %  | 1 %  |
|                                                                 |                                                                 |  |      |      |

## Schutzzweck
Wesentlicher Schutzzweck ist die Erhaltung einer Kulturlandschaft mit einer Vielzahl seltener Lebensraumtypen wie Halbtrockenrasen und Buchenwäldern an den Vulkanhängen und Flachlandwiesen in der Aachniederung, Toteislöchern, dem Aachtopf – die wasserreichste Karstquelle Deutschlands, markanten Vulkanbergen mit Basalt- und Phonolithgipfeln und einem einzigartigen glazialmorphologischen Durchbruchstal als Lebensraum vieler gefährdeter Arten.